# 吸盘
吸盘，一般是指动物的吸附器官，呈圆形漏斗状，可吸附在固体表面，亦可以有摄食、运动的功能。头足纲动物、蛭纲动物、苍蝇、海星和壁虎等动物的体表上均有。吸盘由环状肌肉构成，当动物腿部的肌肉收缩时，吸盘受到压力，自然缩小；当碰到墙壁时，再放松肌肉，由于吸盘内部没有空气，于是在大气压的作用下，腿部就紧紧地扣在墙壁上。
人工吸盤是利用大氣壓力的空氣或水的附著於無孔表面，從而形成局部真空。

## 計算
通過直接從表面拉出理想吸盤所需的力由公式給出：
{\displaystyle F=AP}
代號說明：
F ：是正向力。
A ：是吸盤覆蓋的表面區域。
P ：是吸盤的壓力（通常是大氣壓力）。
這源於壓力的定義，即：
{\displaystyle P=F/A}
例如，半徑為2.0釐米的吸盤的面積為{\displaystyle \pi }(0.020 m)2 = 0.0013平方米。使用力公式 (F = AP), 結果是F = (0.0013 m2)(100,000 Pa) = 約 130 牛頓(N)。
上述公式依賴於以下幾個假設：
1. 拉動吸盤時吸盤的外徑不會改變。
2. 沒有空氣洩漏到吸盤和表面之間的間隙中。
3. 垂直於表面施加拉力，使得吸盤不會側向滑動或剝離。

## 真空吸盘
人类模仿动物吸盘的特点，发明了真空吸盘。吸盘材料采用橡胶，可在高温下进行操作，被装在各种真空吸持设备上。在日常生活中，真空吸盘可以满足人们随时挂生活物件的需要，有的背包和毛巾衣物的挂钩上黏有小型吸盘，找不到地方悬挂物品时即可将其直接挂在墙上。

## 磁力吸盘
也叫“永磁吸盘”，由优质磁铁钕铁硼加工而成，通过扳动吸盘手柄转动，改变吸盘的磁场强度，来实现对物品的吸附或释放。

## 另見
- 馬德堡半球
- 吸把